# Rec.Sport.Soccer Statistics Foundation
Rec.Sport.Soccer Statistics Foundation (RSSSF) là một cơ quan quốc tế thu thập số liệu thống kê về bóng đá. Nền tảng này nhằm mục đích xây dựng một kho lưu trữ đầy đủ thông tin liên quan đến bóng đá từ khắp nơi trên thế giới.